# Tmeticus nigerrimus
Tmeticus nigerrimus är en spindelart som beskrevs av Saito och Ono 200. Tmeticus nigerrimus ingår i släktet Tmeticus och familjen täckvävarspindlar. Inga underarter finns listade i Catalogue of Life.